# 2016 QA2
2016 QA2 ist ein erdnaher Asteroid vom Aten-Typ, der am 28. August 2016 am SONEAR-Observatorium in Brasilien entdeckt wurde. Am 28. August 2016 flog er in einer Nominaldistanz von 86.600 Kilometern an der Erde vorbei, wobei die Relativgeschwindigkeit rund 10 Kilometer pro Sekunde betrug. Aufgrund seiner Bahneigenschaften, die die Beobachtung erschweren, und seiner geringen Helligkeit wurde er erst einige Stunden zuvor entdeckt. Die Größe wird auf etwa 34 Meter geschätzt, kann aber auch nur 20 oder 50 Meter betragen.